# Paul Rabaut

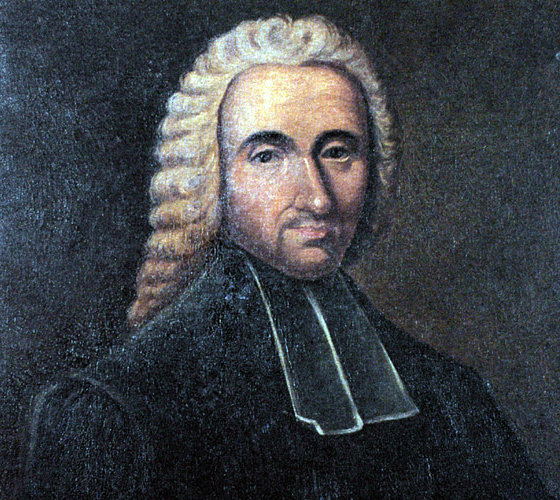
Paul Rabaut

Paul Rabaut (* 29. Januar 1718 in Bédarieux, Hérault; † 25. September 1794 in Nîmes) war ein französischer Pastor der hugenottischen Église du Désert (‚Kirche der Wüste‘). Er wurde von vielen als Anführer und Leiter der verfolgten Kirche angesehen. Er war ein Friedensstifter und Gelehrter, obwohl er, aufgrund der Verfolgung, für über 30 Jahre wie ein Höhlenmensch leben musste.

## Leben und Wirken
Paul Rabauts Vater war ein Tuchhändler. 1738 wurde Paul Rabaut durch die protestantische Synode der historischen Provinz Bas-Languedoc zum Prediger ernannt. 1740 ging er nach Lausanne, um seine Studien in dem von Antoine Court gegründeten Seminar abzuschließen. 1741 wurde Rabaut Oberhaupt der Kirche von Nîmes. 1744 wurde er Vizepräsident der Generalsynode. Während der Verfolgung in den Jahren 1745 bis 1752 war er gezwungen, sich zu verstecken. Im Dezember 1745 trat er allerdings kurzzeitig öffentlich auf, um eine gewaltsame Befreiung des festgenommenen evangelischen Geistlichen Matthias Desubas zu verhindern. Nach dem Erfolg dieser Bemühungen, die einen Bürgerkrieg verhindern sollten, verbarg er sich wieder. Als der Marquis von Paulmy d’Argenson im Jahre 1750 für eine Militärinspektion in das Languedoc entsandt wurde, konnte sich Rabaut erfolgreich mit ihm verständigen, während er seine Pferde wechselte.
Die Verfolgung kam für eine gewisse Zeit zum Erliegen, brach aber 1753 erneut aus. Es wurde ein Kopfgeld auf Rabaut ausgesetzt. Louis François I. de Bourbon, prince de Conti interessierte sich im Jahre 1755 für die Protestanten und Rabaut besuchte ihn im Juli dieses Jahres. In den Jahren 1755 bis 1760 wechselten sich Perioden der Verfolgung und der Duldung ab. 1760 hatten sich die Bemühungen von Antoine Court und Paul Rabaut so weit ausgezahlt, dass der französische Protestantismus gut etabliert und organisiert war. Aus dem Jahre 1762, einer Zeit verhältnismäßigen Friedens, sind zwei Stellen überliefert, an denen Rabaut predigte:
„Endlich, im Jahre 1762, erlangte er eine Art stillschweigende Duldung des Fürsten von Beauveau. Die Protestanten von Nismes wählten daraufhin für ihre Wintertreffen ein riesiges Amphitheater, das an der Straße nach Alais lag, an den Ufern des Stromes von Cadereau, welches sie die Einsiedelei nannten. Dort, auf Sitzen, die aus losen Steinen errichtet waren, versammelten sich, jeden Sonntag, sechs- bis achttausend Personen, begierig, die inspirierten Worte ihres Pastors zu hören. Im Sommer verlegten sie ihre Treffen in einen alten Steinbruch namens Lecque, auf allen Seiten von gewaltigen Felsen umgeben, und nur über zwei enge Pfade erreichbar. Der Ort war vor den brennenden Strahlen der Sonne abgeschirmt, und die Gläubigen fanden sich von Hitze und Regen geschützt. Es war in dieser düsteren Höhle, wo, für mehr als zwanzig Jahre, Rabauts Stimme widerhallte, Glaube und Hoffnung in den Herzen seiner Zuhörer erhaltend.“
Court, Rabaut selbst und sein Sohn Jean-Paul Rabaut Saint-Étienne bemühten sich nun um die gesetzliche Anerkennung durch die Regierung. Als es im Jahre 1775 zu einem Volksaufstand kam, bat der Minister Anne Robert Jacques Turgot, Baron de Laune, Rabaut, das Volk zu beruhigen.
Rabauts Erfolg erregte den Neid seiner Kollegen, die versuchten, die gute Arbeit, die Antoine Court begonnen hatte, zu unterlaufen. Rabaut verstärkte seine Bemühungen um eine Legalisierung der Protestanten. Als er im Jahre 1785 vom Marquis de la Fayette besucht wurde, kam es zu dem Arrangement, dass Rabauts Sohn, Rabaut Saint-Etienne, nach Paris gehen sollte, um dort die Interessen der Reformierten Kirche zu vertreten.
Am 29. November 1787 wurde das Toleranzedikt König Ludwigs XVI. unterzeichnet, das allerdings erst am 29. Januar 1788 ratifiziert wurde. Zwei Jahre später wurde durch die Nationalversammlung, deren Vizepräsident Rabaut Saint-Etienne war, die Meinungsfreiheit proklamiert und die Zugänglichkeit aller Positionen für Nichtkatholiken erklärt. 1790 wurde begonnen, vereinzelte hugenottische Rückkehrer wieder einzubürgern und ihnen ihre Güter zurückzugeben. 1792 konnte nach über hundert Jahren in Nîmes eine erste reformierte Kirche gebaut werden.
Nach dem Fall der Girondisten im Jahre 1794 allerdings, bei denen Rabaut Saint-Etienne beteiligt war, wurde Paul Rabaut, der es abgelehnt hatte, seinen Pastorentitel abzulegen, verhaftet und in der Zitadelle von Nîmes interniert, wo er für sieben Wochen gefangen gehalten wurde. Er starb kurz nach seiner Freilassung in Nîmes.

## Werke
- Lettre adressée aux Protestans du Languedoc, à l'occasion de l'attentat commis sur la personne sacrée du Roi (1757)
- La calomnie confondue, ou Mémoire dans lequel on réfute une nouvelle accusation intentée aux protestans de la province du Languedoc, à l'occasion de l'affaire du Sr. Calas, détenu dans les prisons de Toulouse (1762) (texte rédigé par La Beaumelle)

## Familie
Jacques Antoine Rabaut-Pommier war ein Sohn Paul Rabauts.

## Gedenktag
Gedenktag ist der 25. September (sein Todestag) im Evangelischen Namenkalender.